# 이마리시
이마리시(일본어: 伊万里市)는 일본 사가현 서부에 있는 시이다. 일찍이 이마리항을 통해 출하되던 이마리 도자기와 아리타 도자기로 유명하다.

## 지리
사가현 서부에 위치하며 사가시에서 서쪽으로 50km 떨어진 곳에 있다. 이마리강과 아리다강이 흘러드는 이마리만을 동쪽·남쪽·서쪽 세 방면에서 둘러싸는 형태로 히가시마쓰우라 반도 남서부와 기타마쓰우라 반도 남동부를 관할한다. 시 서부의 기타마쓰우라 반도 지역은 나가사키현과 접한다. 동부는 낮은 구릉지이다.
중심 시가지는 남부의 이마리강 하구 부근에 있다.

## 인접하는 자치체
- 사가현
  - 가라쓰시
  - 다케오시
  - 니시마쓰우라군 아리타정

- 나가사키현
  - 사세보시
  - 마쓰우라시

## 역사
에도 시대에는 아리타 도자기·이마리 도자기·하사미 도자기의 적출항으로 번창해 "이마리(Imari)"라는 이름이 세계에 알려졌다. 적출항으로서뿐만 아니라 현재의 시역에 있는 오카와치산에 있던 나베시마번 가마에서는 쇼군·조정 등으로 헌상하는 최고 품질의 자기가 생산되었다. 메이지 시대부터 1960년대까지는 석탄 적출항 역할을 가지고 있었다.
- 1889년 4월 1일 - 정촌제 시행으로 니시마쓰우라군 이마리정·마키시마촌·오쓰보촌·오카와치촌·니시야마시로촌·구로카와촌·오다케촌·미나미하타촌·오카와촌·마쓰우라촌·니리촌·히가시야마시로촌이 성립하였다.
- 1901년 2월 16일 - 오다케촌이 하타쓰촌으로 개칭하였다.
- 1928년 12월 10일 - 마키시마촌을 이마리정에 편입하였다.
- 1936년 4월 1일 - 니시야마시로촌이 정으로 승격해 야마시로정이 되었다.
- 1943년 12월 8일 - 니리촌이 오쓰보촌 및 오카와치촌을 편입하였다.
- 1954년 4월 1일 - 이마리정·야마시로정·히가시야마시로촌·구로카와촌·하타쓰촌·미나미하타촌·오카와촌·마쓰우라촌·니리촌이 대등 합병해 이마리시가 성립하였다.

## 경제
이마리항과 가까운 이점을 살려 공업단지의 정비가 진행되고 있다. 또 도자기 생산도 오카와치산 뿐만 아니라 시내 여기저기에서 행해지고 있다. 농업은 쌀·밀감·배·포도 재배가 활발하다. 쇠고기는 "이마리규" 브랜드를 통해 후쿠오카를 중심으로 일본 전역에서 호평을 받고 있다.

## 교통

### 철도
- 규슈 여객철도 지쿠히선
- 마쓰우라 철도 니시큐슈선

### 도로
- 국도 202호선
- 국도 204호선
- 국도 498호선

## 기후
| 이마리시의 기후                                              | 이마리시의 기후 | 이마리시의 기후 | 이마리시의 기후 | 이마리시의 기후 | 이마리시의 기후 | 이마리시의 기후 | 이마리시의 기후 | 이마리시의 기후 | 이마리시의 기후 | 이마리시의 기후 | 이마리시의 기후 | 이마리시의 기후 | 이마리시의 기후 |
| 월                                                           | 1월             | 2월             | 3월             | 4월             | 5월             | 6월             | 7월             | 8월             | 9월             | 10월            | 11월            | 12월            | 연간            |
| ------------------------------------------------------------ | --------------- | --------------- | --------------- | --------------- | --------------- | --------------- | --------------- | --------------- | --------------- | --------------- | --------------- | --------------- | --------------- |
| 역대 최고 기온 °C (°F)                                       | 19.8 (67.6)     | 22.4 (72.3)     | 24.4 (75.9)     | 29.9 (85.8)     | 32.1 (89.8)     | 36.0 (96.8)     | 36.8 (98.2)     | 37.8 (100.0)    | 36.7 (98.1)     | 32.6 (90.7)     | 26.2 (79.2)     | 24.0 (75.2)     | 37.8 (100.0)    |
| 일평균 최고 기온 °C (°F)                                     | 9.8 (49.6)      | 11.2 (52.2)     | 14.6 (58.3)     | 19.7 (67.5)     | 24.1 (75.4)     | 26.7 (80.1)     | 30.5 (86.9)     | 31.8 (89.2)     | 28.0 (82.4)     | 23.3 (73.9)     | 17.7 (63.9)     | 12.2 (54.0)     | 20.8 (69.5)     |
| 일일 평균 기온 °C (°F)                                       | 5.4 (41.7)      | 6.4 (43.5)      | 9.5 (49.1)      | 14.2 (57.6)     | 18.6 (65.5)     | 22.2 (72.0)     | 26.4 (79.5)     | 27.2 (81.0)     | 23.3 (73.9)     | 17.9 (64.2)     | 12.4 (54.3)     | 7.3 (45.1)      | 15.9 (60.6)     |
| 일평균 최저 기온 °C (°F)                                     | 1.2 (34.2)      | 1.7 (35.1)      | 4.5 (40.1)      | 8.9 (48.0)      | 13.6 (56.5)     | 18.6 (65.5)     | 23.3 (73.9)     | 23.7 (74.7)     | 19.6 (67.3)     | 13.3 (55.9)     | 7.6 (45.7)      | 2.9 (37.2)      | 11.6 (52.8)     |
| 역대 최저 기온 °C (°F)                                       | −5.4 (22.3)     | −5.3 (22.5)     | −3.6 (25.5)     | −1.0 (30.2)     | 4.0 (39.2)      | 8.7 (47.7)      | 15.6 (60.1)     | 16.7 (62.1)     | 8.6 (47.5)      | 2.1 (35.8)      | −1.6 (29.1)     | −4.5 (23.9)     | −5.4 (22.3)     |
| 평균 강수량 mm (인치)                                        | 78.6 (3.09)     | 93.8 (3.69)     | 148.6 (5.85)    | 188.2 (7.41)    | 197.2 (7.76)    | 355.6 (14.00)   | 367.9 (14.48)   | 272.0 (10.71)   | 224.1 (8.82)    | 105.0 (4.13)    | 107.4 (4.23)    | 83.6 (3.29)     | 2,221.8 (87.47) |
| 평균 강수일수 (≥ 1.0 mm)                                     | 9.4             | 9.0             | 10.9            | 10.0            | 9.4             | 13.4            | 13.1            | 11.0            | 10.0            | 7.2             | 9.1             | 9.2             | 121.7           |
| 평균 월간 일조시간                                           | 98.6            | 118.9           | 157.9           | 182.7           | 193.2           | 122.0           | 159.0           | 188.5           | 155.3           | 178.7           | 135.4           | 108.6           | 1,798.8         |
| 출처: 일본 기상청 (평년값: 1991년~2020년, 극값: 1977년~현재) |                 |                 |                 |                 |                 |                 |                 |                 |                 |                 |                 |                 |                 |